# Нешо Бончев
Нешо Бончев Бончев е български възрожденец, първият български литературен критик, педагог.

## Биография
Произхожда от семейство на занаятчии. На 4 години остава сирак. В Панагюрище Нешо учи при видните възрожденски педагози Сава Радулов, Атанас Чолаков и Йордан Ненов. През 1855 г., след напускането на Ненов, става главен учител заедно с близкия си другар Марин Дринов. Учителстват до 1858 година и през това време по заръка на съгражданина си Васил Чолаков събират народни песни, които изпращат в Москва. По-голямата част биват предадени на Константин Миладинов и влизат в сборника „Български народни песни“ (1861). Нешо Бончев публикува народни песни и в списание „Български книжици“ (1858), „Братски труд“ (1860) и „Знание“ (1875).
С помощта на панагюрската община през есента на 1858 година, заедно с Дринов, Бончев заминава за Русия, където 3 години учи във философския клас на Киевската духовна семинария. След завършване на семинарията Нешо Бончев учи и получава кандидатска степен от Историко-Филологическия факултет на Императорския московски университет през 1866 г. Работи в руската столица като учител по класически езици в Първа московска гимназия и в Лазаревския институт до 1875 г. Междувременно става руски поданик през 1869 г. През 1869 – 1873 г. е в България, търси учителско място за себе си и Дринов, но не намира. Годините от 1870 до 1873 са време на голям творчески подем и той започва да готви статии за българския печат и превежда от руски език. Събира народни песни и приказки и ги публикува във вестници и списания. През 1870 и 1872 година публикува своите преводи на „Разбойници“ на Шилер и „Тарас Булба“ на Гогол. През март 1874 година започва да превежда от старогръцки на руски историята на Херодот. Нешо Бончев е пръв сериозен представител на зараждащата се българска литературна критика. След основаването на Българско книжовно дружество неговият председател Марин Дринов привлича Нешо Бончев за сътрудник на органа на дружеството „Периодическо списание“. Пише и за вестник „Македония“, вестник „Свобода“ и списание „Читалище“.
През есента на 1874 г. Нешо Бончев заболява от туберкулоза. Писателят заминава на лечение в Ялта, после в Одеса, но здравето му не се подобрява. Вестта за Априлското въстание през 1876 г. го заварва на легло, но заедно с Райко Жинзифов публикува сведения от България в руски вестници. Той пише на Дринов: „Защо ме онайде сега болест – мислих си много пъти. Народът с радост взима оружието. Всеки припка да помага, а ние лежим“. През лятото на 1877 г. Нешо Бончев се връща в Москва, здравето му се влошава и на 17 февруари 1878 г. умира.

## Творчество

### Литературни статии
- Критика: Читалище, повременно списание, издава се от Българското читалище в Цариград, Главен редактор М. Д. Балабанов. 1870 - 7, NN, I-II //  Периодическо списание на българското книжовно дружество 1 (3).   1871. с. 81-109. Посетен на 10 март 2024.
- Класическите европейски писатели и ползата от изучаването на съчиненията им //  Периодическо списание на българското книжовно дружество 1 (7-8).   1873. с. 3-7. Посетен на 6 март 2024.
- Гогол. Животът и литературните му дела //  Периодическо списание на българското книжовно дружество 1 (7-8).   1873. с. 7-13. Посетен на 6 март 2024.

### Статии за образованието
- „Две думи за програмата на училищата в Пловдив“
- За училищата: На българете трябват средни училища: гимназия, реално училище и духовна семинария //  Периодическо списание на българското книжовно дружество 1 (3).   1871. с. 3-16. Посетен на 10 март 2024.
- За училищата: продължение //  Периодическо списание на българското книжовно дружество 1 (4).   1871. с. 26-51. Посетен на 10 март 2024.
- „Две думи поради програмите на габровските училища“

### Преводи
- „Разбойници“ от Шилер (1870)
- „Тарас Булба“ от Гогол (1872)
- част (225 стиха) от Първа песен от „Илиада“

## Памет
Бончев е патрон на Средно училище „Нешо Бончев“, Панагюрище. На него е наречена е улица в кварталите „Военна рампа“ и „Орландовци“ в София (Карта).